# Anthophora fedorica
Anthophora fedorica är en biart som beskrevs av Cockerell 1906. Anthophora fedorica ingår i släktet pälsbin, och familjen långtungebin. Inga underarter finns listade i Catalogue of Life.